# Riculf (archevêque de Rouen)
Pour les articles homonymes, voir Riculf.
Riculf ou Riculphe est un archevêque de Rouen du IXe siècle.

## Biographie
Il visite les reliques de saint Ouen à Gasny en 872, accompagné de Sébar, évêque d'Évreux. Il précise dans une charte datée de la même année que les reliques de saint Ouen, Nicaise, Quirin, Scuvicule et Piente ont été transférées à Gasny par crainte des Vikings.
Il prend dans une charte le titre d'abbé de Saint-Ouen. Avant 875, Charles le Chauve confirme dans une charte les biens de la cathédrale.